# Helge Hagerman
Helge Engelbrekt Hagerman, född 19 maj 1910 i Engelbrekts församling i Stockholm, död 25 november 1995 i S:t Görans församling i Stockholm, var en svensk skådespelare, vissångare, regissör och filmproducent.

## Biografi
Hagerman avbröt sina gymnasiestudier och började i stället arbeta som springschas. Efterhand utbildade han sig till byggnadsingenjör och tog samtidigt sånglektioner för Ragnar Hultén. Därefter fortsatte han med teaterstudier för Julia Håkansson. Han kom att verka vid flera teater som Komediteatern, Odéon-Teatern, Vasateatern, Blancheteatern, Dramaten och Stockholms Stadsteater. Han var även initiativtagare till Stockholms Parkteater 1943, vilken kom att bli betydelsefull för den nya svenska dramatiken under 1940-talet. Därtill var han ledare för Bellmanspelen.
På film debuterade han 1932 i Theodor Berthels' och Weyler Hildebrands Muntra musikanter. Under sin tidiga karriär fick han ofta gestalta den reko ynglingen, exempelvis i filmerna Flickor på fabrik (1935), Raggen – det är jag det (1936) och Sol över Sverige (1938). I takt med att han blev äldre kom han att gestalta poliser, officerare, präster och andra myndighetspersoner.
Som regissör var han verksam hos Svensk Filmindustri. Han regisserade 15 kort- och beställningsfilmer mellan 1946 och 1962, bland annat en serie husmorsfilmer.
Hagerman turnerade som vissångare i USA:s svenskbygder. Han är begravd på Norra begravningsplatsen i Solna utanför Stockholm.
Hagerman var i sitt andra äktenskap gift med Ingegärd Lövgren. De hade tillsammans dottern Maja. Bland barnen i första äktenskapet märks dottern Lotta. Helge Hagerman var sonson till Henrik Hagerman samt bror till Tor, Vidar och Yngve Hagerman.

## Filmografi
- 1932 – Muntra musikanter
- 1932 – Hans livs match
- 1933 – Pettersson & Bendel
- 1933 – Luftens vagabond
- 1935 – Valborgsmässoafton
- 1936 – Raggen – det är jag det
- 1936 – Johan Ulfstjerna
- 1936 – Kvartetten som sprängdes
- 1936 – Landet för folket
- 1937 – Röda triangeln
- 1937 – Än leva de gamla gudar
- 1938 – Sol över Sverige
- 1938 – Snickar Folking tar semester
- 1939 – Då länkarna smiddes
- 1939 – Efterlyst
- 1939 – Katjas cirkel
- 1939 – Spöke till salu
- 1940 – Den blomstertid
- 1940 – Mjölkens mirakler
- 1941 – Det sägs på stan
- 1942 – Rid i natt!
- 1943 – En flicka för mej
- 1943 – En vår i vapen
- 1943 – Spar för freden
- 1943 – Eld upphör
- 1944 – Den osynliga muren
- 1944 – En dotter född
- 1944 – Klockan på Rönneberga
- 1945 – Barnen från Frostmofjället
- 1945 – Jord
- 1946 – De unga tar vid
- 1948 – Nu börjar livet
- 1948 – Ny tid över tegarna
- 1949 – Törst
- 1950 – Medan staden sover
- 1953 – Dansa min docka
- 1954 – Seger i mörker
- 1954 – Herr Arnes penningar
- 1954 – Flicka utan namn
- 1954 – En lektion i kärlek
- 1955 – Hamlet (TV)
- 1955 – Sista ringen
- 1955 – Enhörningen
- 1955 – Mord, lilla vän
- 1955 – Vildfåglar
- 1955 – Ljuset från Lund
- 1955 – Älskling på vågen
- 1955 – Våld
- 1956 – 7 vackra flickor
- 1956 – Swing it, fröken
- 1956 – Kulla-Gulla
- 1956 – Främlingen från skyn
- 1956 – Blånande hav
- 1957 – Nattens ljus
- 1957 – En drömmares vandring
- 1957 – Möten i skymningen
- 1957 – Sjutton år
- 1958 – Laila
- 1958 – Bock i örtagård
- 1958 – Alla barn i början
- 1958 – Du är mitt äventyr
- 1958 – Greta och Albert (TV-serie)
- 1959 – Brott i paradiset
- 1963 – Societetshuset (TV-serie)
- 1963 – Och har du en ros...
- 1964 – Bandet
- 1968 – Korridoren
- 1972 – Agaton Sax och bröderna Max
- 1972 – Bröderna Malm (TV-serie)
- 1973 – Makt på spel (TV-serie)
- 1973 – Någonstans i Sverige (TV-serie)
- 1976 – Agaton Sax och kolossen på Rhodos
- 1976 – Agaton Sax och det gamla pipskägget
- 1976 – Agaton Sax och den ljudlösa sprängämnesligan
- 1976 – Agaton Sax och Byköpings gästabud
- 1980 – Det vita lyser i mörkret
- 1983 – Öbergs på Lillöga (TV-serie)
- 1989 – Hassel – Slavhandlarna
- 1990 – Wendela vem var du?

### Regi (i urval)
- 1951 – Elddonet

### Filmmanus (i urval)
- 1951 – Elddonet

### Producent (i urval)
- 1950 – Kvartetten som sprängdes

## Teater

### Roller (ej komplett)
| År   | Roll                                       | Produktion                                                                         | Regi                | Teater                  |
| ---- | ------------------------------------------ | ---------------------------------------------------------------------------------- | ------------------- | ----------------------- |
| 1932 |                                            | Kanske en diktare Ragnar Josephson                                                 | Gösta Ekman         | Vasateatern             |
| 1932 | Konrad                                     | Mästerkatten i stövlarna (Den bestøvlede Kat) Palle Rosenkrantz                    | Gösta Ekman         | Vasateatern             |
| 1932 | Benny                                      | Broadway Philip Dunning och George Abbott                                          | Mauritz Stiller     | Vasateatern             |
| 1932 | Stop                                       | Gröna hissen (Fair and Warmer) Avery Hopwood                                       | Gösta Ekman         | Vasateatern             |
| 1934 |                                            | Tovaritch Jacques Deval                                                            | Ernst Eklund        | Komediteatern           |
| 1935 | Chuck                                      | Tonvikt på ungdomen (Accent on Youth) Samson Raphaelson                            | Ernst Eklund        | Komediteatern           |
| 1935 |                                            | Nöddebo prästgård (Nøddebo præstegård) Elith Reumert                               | Gösta Terserus      | Komediteatern           |
| 1936 | Bertel, finsk officer vid finska rytteriet | Regina von Emmeritz Zacharias Topelius                                             | Ernst Eklund        | Skansens friluftsteater |
| 1937 | Edouard                                    | Timmen H (LʼHeure) Pierre Chaine                                                   | Ernst Eklund        | Komediteatern           |
| 1938 | Kalle Blom                                 | Glada änkan i 12:an Siegfried Fischer                                              | Siegfried Fischer   | Klippans sommarteater   |
| 1938 | Bonden                                     | Lille Purtzels flygfärd Edit Heinrich                                              | Martha Lundholm     | Vasateatern             |
| 1939 | Martin, bagarpojke                         | Nederlaget Nordahl Grieg                                                           | Svend Gade          | Dramaten                |
| 1940 | Biondello                                  | Så tuktas en argbigga (The Taming of the Shrew) William Shakespeare                | Sandro Malmquist    | Oscarsteatern/ Turné    |
| 1942 | Soldaten                                   | Stycken av ett mönster (Brudstykker af et mønster) Carl Erik Soya                  | Per-Axel Branner    | Nya Teatern             |
| 1943 | Nöjd                                       | Fadren August Strindberg                                                           | Helge Hagerman      | Blancheteatern          |
| 1943 | Herr Ramstedt                              | Rus Rudolf Värnlund                                                                | Per Lindberg        | Blancheteatern          |
| 1943 | Cal                                        | De små rävarna (The Little Foxes) Lillian Hellman                                  | Harry Roeck-Hansen  | Blancheteatern          |
| 1944 | Homer Bolton                               | Det ljusnar vid 7-tiden (Mornings at Seven) Paul Osborn                            | Harry Roeck-Hansen  | Blancheteatern          |
| 1944 | Lopachin                                   | Körsbärsträdgården (Вишнёвый сад, Visjnjovyj sad ) Anton Tjechov                   | Harry Roeck-Hansen  | Blancheteatern          |
| 1944 | Arthur Hawkes                              | Med clippern västerut (Flight to the West) Elmer Rice                              | Helge Hagerman      | Blancheteatern          |
| 1954 | Bill Reynolds                              | The och sympati (Tea and Sympathy) Robert Anderson                                 | Frank Sundström     | Nya Teatern             |
| 1964 | Ärkebiskopen av Reims                      | Sankta Johanna (Saint Joan) George Bernard Shaw                                    | Per Gerhard         | Vasateatern             |
| 1965 | David Bliss                                | Höfeber (Hay Fever) Noël Coward                                                    | Kurt-Olof Sundström | Folkteatern, Göteborg   |
| 1965 | Walenty                                    | Yvonne, prinsessa av Bourgogne (Iwona, księżniczka Burgunda) Witold Gombrowicz     | Alf Sjöberg         | Dramaten                |
| 1970 | Greve MacGrave                             | Csardasfurstinnan (Die Csárdásfürstin) Emmerich Kálmán, Leo Stein och Béla Jenbach | Isa Quensel         | Oscarsteatern           |

### Regi (ej komplett)
| År   | Produktion                                     | Upphovsmän                                     | Teater                                    |
| ---- | ---------------------------------------------- | ---------------------------------------------- | ----------------------------------------- |
| 1940 | Brudsporre                                     | Ebbe Linde                                     | Dramatikerstudion                         |
| 1940 | Jag, konungen                                  | Brita von Horn                                 | Dramatikerstudion                         |
| 1941 | Luther i Wartburg                              | Ivan Oljelund                                  | Nya Teatern Gästspel av Dramatikerstudion |
| 1941 | Förmiddagsvisit Femtioårsdagen Förtroliga band | Gösta Sjöberg Vilhelm Moberg Herbert Grevenius | Folkan                                    |
| 1943 | Fadren                                         | August Strindberg                              | Blancheteatern                            |
| 1944 | Med clippern västerut Flight to the west       | Elmer Rice                                     | Blancheteatern                            |
| 1944 | Hoppla, vi lär er, revy                        | Ch. Henry och Einar Molin                      | Odeonteatern, Stockholm                   |
| 1956 | Ett dockhem Et Dukkehjem                       | Henrik Ibsen                                   | Riksteatern                               |
| 1965 | De kärlekslösa Natural Affection               | William Inge                                   | Folkteatern, Göteborg                     |
| 1969 | Hittebarnet Den politiske kocken               | August Blanche                                 | Uppsala stadsteater                       |

## Radioteater

### Roller
| År   | Roll         | Produktion                     | Regi           |
| ---- | ------------ | ------------------------------ | -------------- |
| 1960 | Fjärdingsman | Jons födelsedag Inge Johansson | Helge Hagerman |

### Regi
| År   | Produktion                     | Upphovsmän                                  |
| ---- | ------------------------------ | ------------------------------------------- |
| 1956 | Det var en gång Der var engang | Holger Drachmann Översättning Gösta Rybrant |
| 1960 | Jons födelsedag                | Inge Johansson                              |